# Biolixiviació
Biolixiviació és l'extracció de determinats metalls de les seves menes utilitzant bacteris. És un procés més net que el tradicional de lixiviació minera que utilitza cianur. La biolixiviació és una de les aplicacions tradicionals de la biohidrometal·lúrgia i es fan servir diversos mètodes per a recuperar coure, zenc, plom, arsènic, antimoni, níquel, molibdè, or, i cobalt.
Comparat amb altres mètodes d'extreacció de metalls és més ecològic però més lent.

## El procés
Per extreure or de la seva mena hi estan implicats nombrosos bacteris oxidants de ferro i sulfur incloent Acidithiobacillus ferrooxidans i Acidithiobacillus thiooxidans (abans coneguts com a Thiobacillus). Per exemple els bacteris catalitzen la ruptura del mineral anomenat arsenopirita (FeAsS) oxidant el sulfur i el metall (en aquest cas ions d'arsènic). Això permet al producte soluble dissoldre's.
Aquest procés ocorre a la membrana cel·lular del bacteri.
El procés pel coure és molt similar, el material de partida és la calcopirita.

## Biolixiviació amb fongs
Es poden utilitzar diverses espècies de fongs que poden créixer en substrats molt diferents. Aspergillus niger, Penicillium simplicissimum) són capaços de mobilitzar diversos elements del 65% al 95%.